# David Alonso Gómez
David Alonso Gómez   (Madrid, 25 d'abril de 2006) és un pilot de motociclisme colombià que competeix amb el CFMoto Aspar Racing Team al campionat del Món de Moto2. Ha guanyat l'European Talent Cup (2020), la Red Bull MotoGP Rookies Cup (2021) i el campionat del Món de Moto3 (2024). Fill de mare colombiana i pare espanyol, representa Colòmbia a nivell internacional, tot i que també té la nacionalitat espanyola en haver nascut a Madrid.

## Carrera esportiva

### Moto3 (2021-2024)
De cara al 2021, Alonso va fitxar pel Gas Gas Aspar Team i va debutar al mundial en la cursa de Moto3 del Gran Premi d'Emília-Romanya com a substitut de Sergio García, lesionat a l'anterior Gran Premi. La temporada següent, Alonso va córrer la seva segona cursa al mundial de Moto3 com a comodí al Gran Premi de Portugal. Va disputar la seva primera temporada completa del mundial de Moto3 el 2023 i l'any següent, 2024, se'n va proclamar campió al Gran Premi del Japó.

### Moto2
De cara al 2025, Alonso va pujar a Moto2 amb el CFMOTO Aspar Team com a company d'equip de Daniel Holgado. Alonso ha estat el primer a completar la carrera d'entrenament de l'Aspar Team, des del CEV fins a Moto2.

## Resultats al Mundial de motociclisme
Barem de puntuació de 1993 ençà:
| Posició | 1  | 2  | 3  | 4  | 5  | 6  | 7 | 8 | 9 | 10 | 11 | 12 | 13 | 14 | 15 |
| Punts   | 25 | 20 | 16 | 13 | 11 | 10 | 9 | 8 | 7 | 6  | 5  | 4  | 3  | 2  | 1  |

(Ids. Grans Premis | Llegenda) (Curses en negreta indiquen pole; curses en  itàlica indiquen volta ràpida)
| Any  | Categoria | Moto    | 1       | 2      | 3     | 4      | 5      | 6     | 7     | 8      | 9     | 10     | 11    | 12    | 13    | 14    | 15    | 16      | 17    | 18      | 19    | 20    | Pos | Pts |
| ---- | --------- | ------- | ------- | ------ | ----- | ------ | ------ | ----- | ----- | ------ | ----- | ------ | ----- | ----- | ----- | ----- | ----- | ------- | ----- | ------- | ----- | ----- | --- | --- |
| 2021 | Moto3     | Gas Gas | QAT     | DOH    | POR   | ESP    | FRA    | ITA   | CAT   | GER    | NED   | STY    | AUT   | GBR   | ARA   | SM    | AME   | EMI 22  | ALR   | VAL     |       |       | 38è | 0   |
| 2022 | Moto3     | Gas Gas | QAT     | INA    | ARG   | AME    | POR 27 | ESP   | FRA   | ITA    | CAT   | GER    | NED   | GBR   | AUT   | SM    | ARA   | JPN     | THA   | AUS     | MAL   | VAL   | 44è | 0   |
| 2023 | Moto3     | Gas Gas | POR Ret | ARG 14 | AME 8 | ESP 2  | FRA 8  | ITA 4 | GER 5 | NED 13 | GBR 1 | AUT 29 | CAT 1 | SM 1  | IND 5 | JPN 7 | INA 2 | AUS Ret | THA 1 | MAL Ret | QAT 2 | VAL 2 | 3r  | 245 |
| 2024 | Moto3     | CFMoto  | QAT 1   | POR 4  | AME 1 | ESP 11 | FRA 1  | CAT 1 | ITA 1 | NED 5  | GER 1 | GBR 2  | AUT 1 | ARA 4 | SM 7  | EMI 1 | INA 1 | JPN 1   | AUS 1 | THA 1   | MAL 1 | SLD 1 | 1r  | 421 |